# Aussac-Vadalle
Aussac-Vadalle ist eine französische Gemeinde mit 549 Einwohnern (Stand 1. Januar 2022) im Département Charente in der Region Nouvelle-Aquitaine (vor 2016 Poitou-Charentes); sie gehört zum Arrondissement Confolens (bis 2017 Angoulême) und zum Kanton Boixe-et-Manslois.

## Geographie
Aussac-Vadalle liegt etwa 21 Kilometer nordnordöstlich von Angoulême. Umgeben wird Aussac-Vadalle von den Nachbargemeinden Nanclars im Norden, Val-de-Bonnieure im Nordosten, Coulgens im Osten, Jauldes im Südosten, Tourriers im Süden, Villejoubert und Saint-Amant-de-Boixe im Südwesten und Westen sowie Maine-de-Boixe im Nordwesten.

## Bevölkerungsentwicklung
| 1962                       | 1968 | 1975 | 1982 | 1990 | 1999 | 2006 | 2019 |
| -------------------------- | ---- | ---- | ---- | ---- | ---- | ---- | ---- |
| 292                        | 320  | 315  | 333  | 387  | 385  | 400  | 515  |
| Quellen: Cassini und INSEE |      |      |      |      |      |      |      |

## Sehenswürdigkeiten
- Kirche Saint-Pierre in Aussac aus dem 16. Jahrhundert

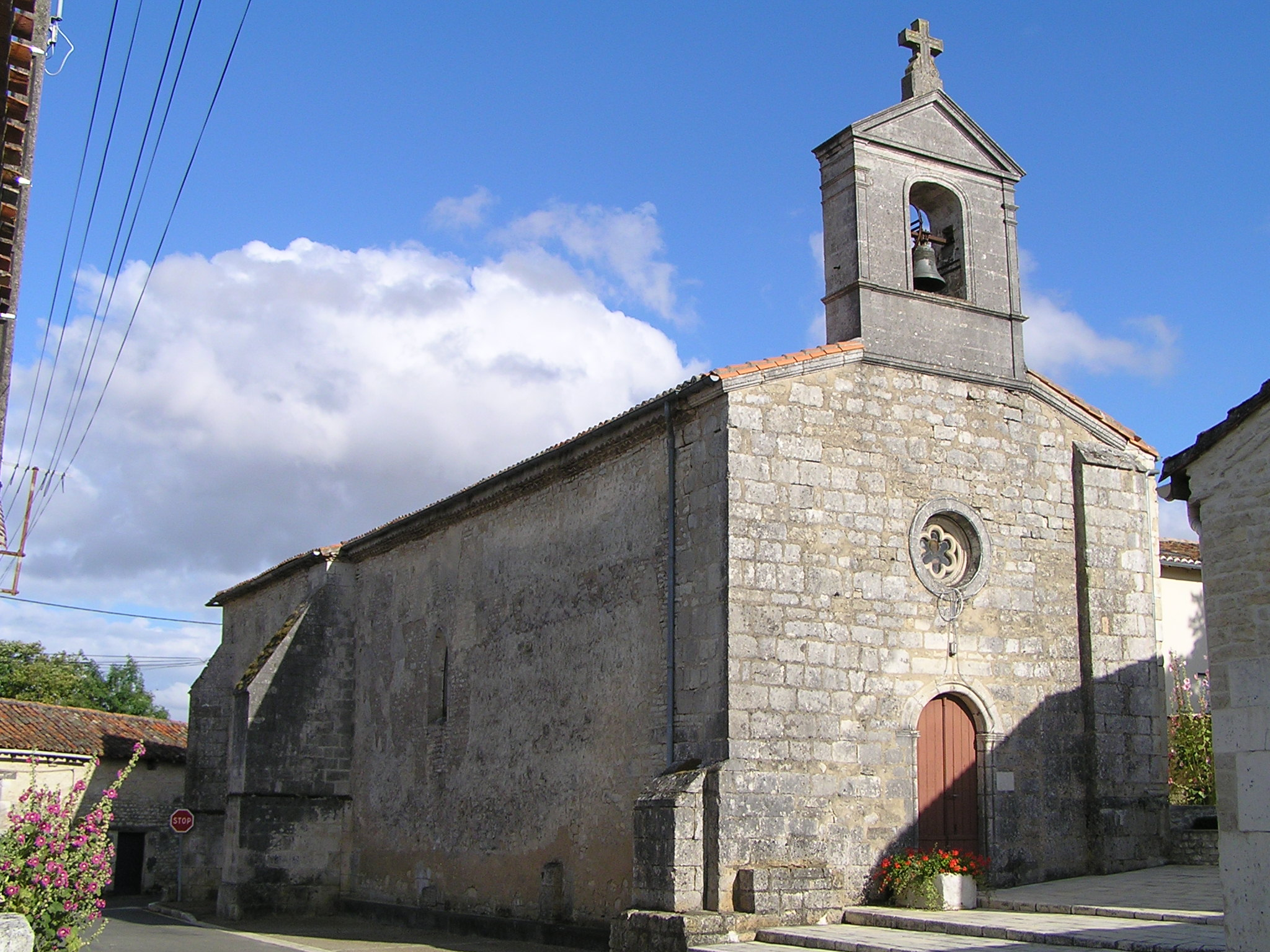
Kirche Saint-Pierre

- Priorat von Ravaud
- Einsiedelei von Puymerle